# ナタリア・アントプル
ナタリア・アントプル（Natalia Anthopoulou、1989年9月22日-）は、ギリシャの女子アーティスティックスイミング選手。
2006年にブダペストで開催されたヨーロッパ水泳選手権に出場し、ソロルーティンで銅メダルを獲得した。2009年にはローマで開催された世界水泳選手権に出場しており、ソロとデュエットのフリールーティンと、デュエットテクニカルルーティンの3種目に出場し、いずれも決勝へと進出したがメダル獲得はならなかった。